# Tore Wahlén
Bengt Tore Martin Wahlén, född 15 maj 1907 i Lund, död 5 december 1975 i Helsingborg, var en svensk läkare. Han var bror till Sölve Wahlén.
Wahlén, som var son till kamrer Otto Wahlén och Elida Möller, blev efter studentexamen i Uppsala 1925 medicine kandidat där 1929, medicine licentiat där 1935, medicine doktor vid Lunds universitet 1950 på avhandlingen Studies of metropathia haemorrhagica cystica och docent i obstetrik och gynekologi där samma år. Han innehade olika läkarförordnanden 1935–1937, var underläkare i Västervik 1937–1941, i Göteborg 1941–1944, vid kvinnokliniken i Malmö 1944–1954, var biträdande lärare och biträdande överläkare där 1950–1954, lasarettsläkare vid kvinnokliniken i Ängelholm 1954–1956 och överläkare vid kvinnokliniken i Helsingborg från 1956. Han författade skrifter i obstetrik och gynekologi.